# Чувоне
Чувоне, також Скопамене (фр. Chiuvone корс. Chiuvone) — річка Корсики (Франція). Довжина 24,4 км, витік знаходиться на висоті 1 585  метрів над рівнем моря на схилах гори Серра Лонга (Serra Longa) (1627 м). Впадає в Впадає в річку Ріццанезе на висоті 163 метра над рівнем моря.
Протікає через комуни: Серра-ді-Скопамен, Цикаво, Оллен, Альтажен, Куенца, Цоца, Церубія, Карджака і тече територією департаменту Південна Корсика та кантонами: Таллано-Скопамене (Tallano-Scopamène), Цикаво (Zicavo).